# غريغ واتانابي
غريغ واتانابي (بالإنجليزية: Greg Watanabe)‏ هو ممثل أمريكي، ولد في 8 نوفمبر 1967 بلوس أنجلوس في الولايات المتحدة.

## وصلات خارجية
- غريغ واتانابي على موقع IMDb (الإنجليزية)
- غريغ واتانابي على موقع قاعدة بيانات برودواي على الإنترنت (الإنجليزية)
- غريغ واتانابي على موقع قاعدة بيانات الفيلم (الإنجليزية)